# BK Stacker

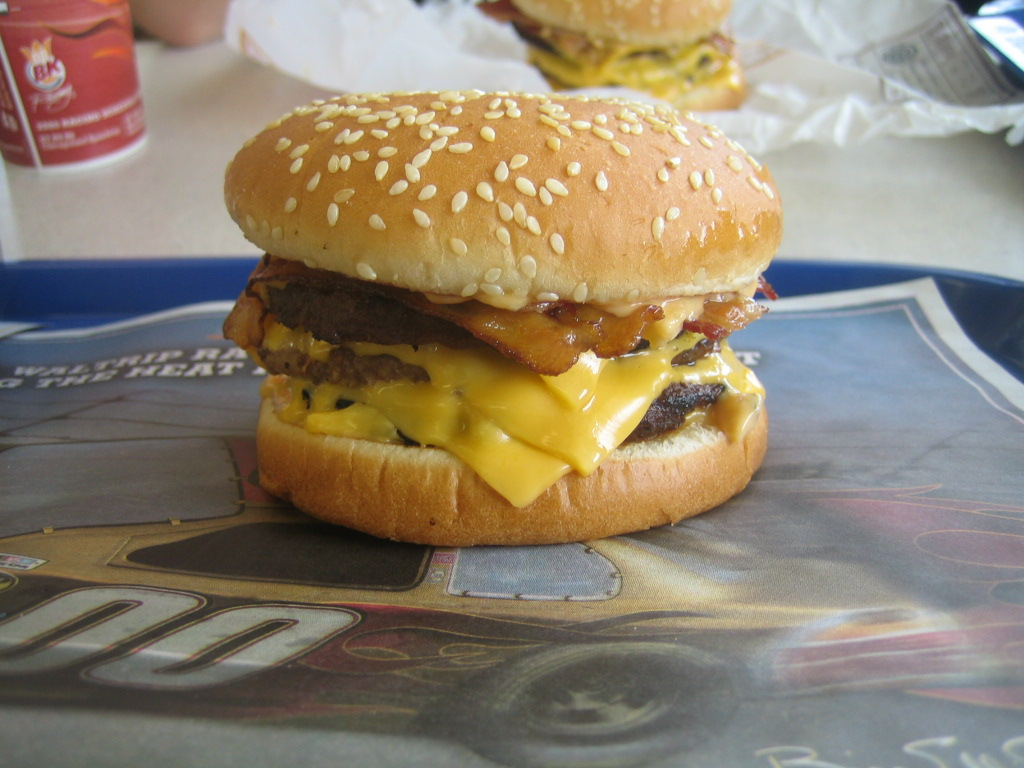
Una BK Quad Stacker

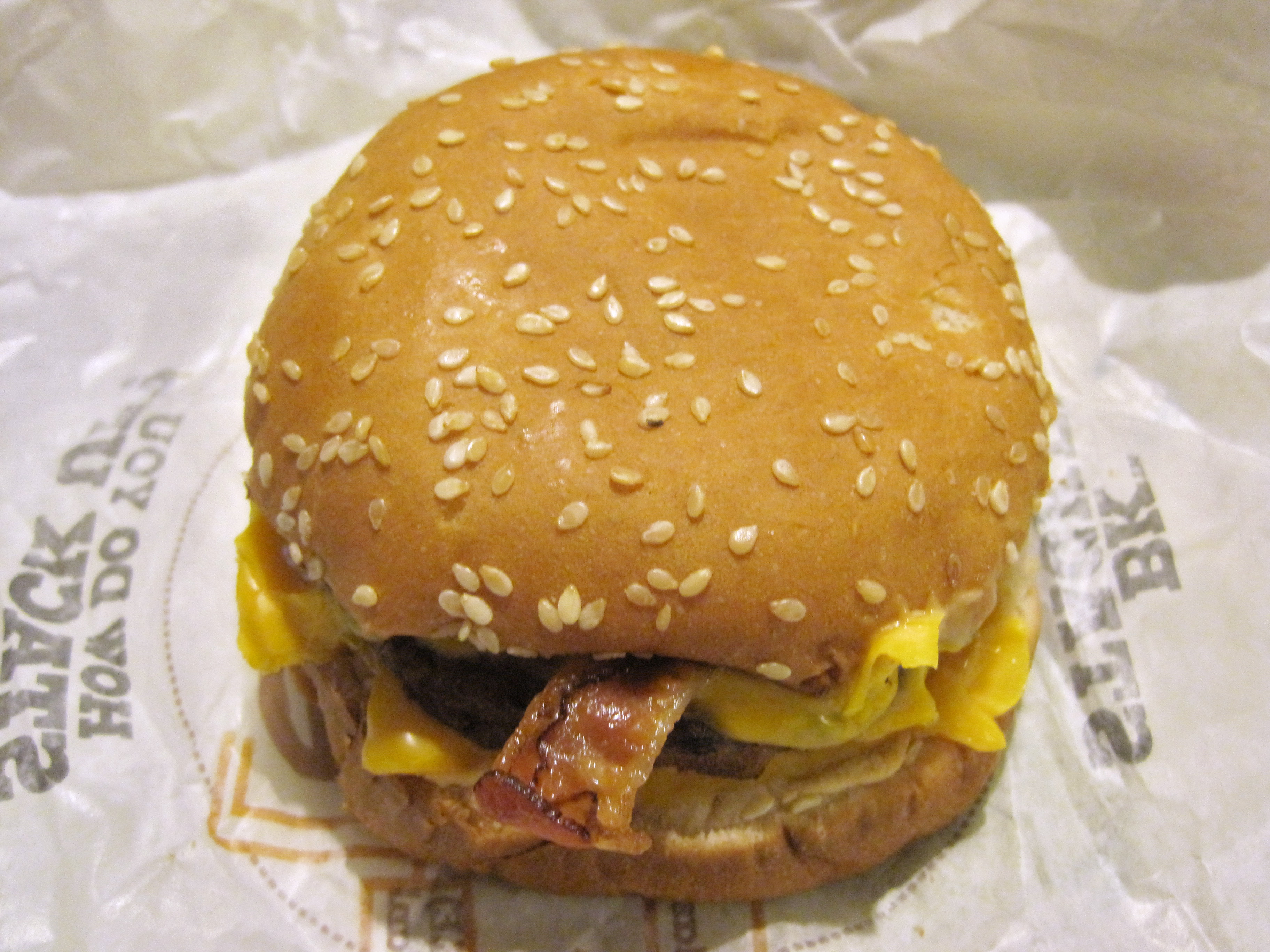
Perspectiva cenital de la BK Staker.

La BK Stacker es una familia de hamburguesas servidas en los restaurantes comida rápida de Burger King. Es considerada una de las grandes hamburguesas de la cadena que se sirve con queso en lonchas (es decir una cheeseburger) y con diversas capas de carne picada.  Si tiene dos capas es una double stacker', con tres triple stacker y con cuatro es una quad stacker'.  Se considera, por el tamaño de sus hamburguesas, uno de sus productos orientados a los adultos. La denominación BK proviene de Big King

## Historia
La cadena Hungry Jack's ofrece una variante de esta hamburguesa  que se mostraba en formatos de doble, triple o cuatro pisos de carne en combinación con huevo frito acompañado de una salsa BBQ denominada  "Jack Sauce." El nombre stacker ('apilado') proviene del apilamiento de las hamburgesas en su interior.

## Curiosidades
- La BK Stackticon - En una edición veraniega de 2009 fue comercializada como un producto licenciado con Transformers: la venganza de los caídos
- En mayo de 2011 se lanza en Argentina las Stacker en sus variantes doble , triple y cuádruple.

|                  | Stacker Quad Regular | Stacker Quad XL |
| ---------------- | -------------------- | --------------- |
| Calorías         | 1014                 | 1817            |
| Grasas           | 63 g                 | 133 g           |
| Fibra            | 2 g                  | 5 g             |
| Grasas saturadas | 26 g                 | 65 g            |
| Grasas trans     | 1,5 g                | 2 g             |
| Carbohidratos    | 41 g                 | 56 g            |
| Sodio            | 3921 mg              | 2958 mg         |
| Proteínas        | 69 g                 | 56 g            |
| Colesterol       | 190 mg               | s/d             |